# Aminata Ouédraogo
Pour les articles homonymes, voir Ouedraogo.
Aminata Ouédraogo est une cinéaste burkinabé. Elle est coordinatrice générale de l'Union panafricaine des femmes de l'industrie de l'image (UPAFI).

## Biographie
Aminata Ouédraogo étudie à l'Institut Africain d'Éducation Cinématographique (INAFEC), à l'Université de Ouagadougou. Elle poursuit ses études à l'Institut du Multimédia et de l'Architecture de la Communication (IMAC) à Paris.
Aminata Ouédraogo est conseillère auprès du Festival panafricain du cinéma et de la télévision de Ouagadougou (FESPACO). En 1991, lors du 12e FESPACO, elle crée l'Association des femmes africaines professionnelles du cinéma, de la télévision et de la vidéo (AFAPCTV). En 1995, l'AFAPCTV devient l'Union Panafricaine des Femmes de l'Industrie de l'Image (UPAFI). Elle est coordinatrice générale.
Elle est conseillère technique auprès du ministre de la Culture et du Tourisme du Burkina Faso.

## Réalisations
- L'impasse sur la toxicomanie, 1988, Fiction
- Un qui le tour ? , 1991, Documentaire
- Ak Patashi (Qui m'a poussé), 1992, Documentaire
- Alcoolisme, 1992, Documentaire

## Prix et distinctions
- prix spécial FESPACO, pour le film Impasse sur la toxicomanie, 1989[4]
- trophée d’hommage, Journées cinématographiques de la femme africaine de l’image (JCFA), 2018[4]